# 血铅水平
血液中的铅水平（Blood lead level，BLL）簡稱血铅水平或血鉛，是衡量血液中铅含量的一个指标  。铅是一种有毒重金屬，任何水平的鉛都会造成神經損傷Nerve injury，對儿童來說影響尤其明顯。铅含量過高会导致维生素D和血红蛋白合成减少，以及出現贫血、急性中枢神经系统疾病，并可能导致死亡。
工业化前人类血铅水平测量值估计为 0.016 μg/dL，在工业革命之后，这一水平显着增加。20 世纪末，偏远人群的血铅水平测量值范围为 0.8 到 3.2 μg/dL。发展中国家工廠附近的儿童的平均血铅水平测量值通常高于 25 μg/dL。在美国，1-5 岁儿童的平均血铅水平从1976-1980年的 15.2 μg/dL下降到 2011-2016 年的 0.83 μg/dL。